# Der heilige Hieronymus (Leonardo da Vinci)
Der heilige Hieronymus ist ein unvollendetes Gemälde von Leonardo da Vinci. Dargestellt ist der heilige Hieronymus als Einsiedler in der Wüste.

## Beschreibung
Das Bild zeigt Hieronymus als ausgemergelten alten Mann, der in einer Felsengrotte hockt und dabei ist, sich mit einem Stein an die Brust zu schlagen. Vor ihm lagert ein mächtiger Löwe, der sich mit offenem Maul dem Heiligen zuwendet. Links im Hintergrund öffnet sich die Grotte und gibt den Blick frei auf eine Landschaft mit hohen Felsen. Auf der gegenüberliegenden Seite gibt es eine Stelle, auf der die Gipsgrundierung noch nicht übermalt ist und auf der ein Kirchengebäude skizziert ist. Es handelt sich wahrscheinlich um die Frontseite von Santa Maria Novella in Florenz, die 1479 unter der Leitung von Leon Battista Alberti vollendet worden ist.

## Geschichte
Über Entstehung und Auftraggeber des Bildes gibt es keine zeitgenössischen Quellen. Zum ersten Mal erwähnt wird es im Testament von Angelika Kauffmann, in dem das Bild als Werk Leonardos bezeichnet wird. Was nach ihrem Tod mit dem Bild geschehen ist, ist nicht bekannt.
Es taucht erst wieder auf im Zusammenhang seiner legendär anmutenden Wiederauffindung durch Kardinal Joseph Fesch, einen Onkel Napoleons. Demnach hat der Kardinal das Bild bei einem römischen Antiquitätenhändler entdeckt, allerdings in Teile zerschnitten und mit einem viereckigen Ausschnitt, wo das Haupt des Heiligen aus dem Bild entfernt worden war. Die Tafel soll als Deckel einer Truhe gedient haben. Den Ausschnitt mit dem Kopf des Heiligen soll ein Schuster für einen Schemel benutzt haben. Kardinal Fesch ließ die aufgefundenen Teile – insgesamt fünf Stücke – wieder zusammenfügen. Nach dem Tod des Kardinals 1839 wurde sein Nachlass im Palazzo Ricci in Rom versteigert, darunter auch Leonardos Gemälde, das auf 2.500 Francs taxiert wurde. Wer es ersteigert hat und der weitere Verbleib ist nicht bekannt. 1856 hat es Papst Pius IX. für die Pinakothek des Vatikans erworben, wo es 1857 zum ersten Mal ausgestellt wurde.

## Datierung
Das Bild ist weder signiert noch datiert. Die Urheberschaft Leonardos wird von der Kunstwissenschaft übereinstimmend angenommen, die sich dabei vor allem auf stilistische Argumente stützt. So wird allgemein auf die Ähnlichkeit mit der „Anbetung der Könige“ hingewiesen, ebenfalls ein unvollendetes Bild Leonardos, das in den Uffizien in Florenz aufbewahrt wird.

## Restaurierungen
Bei seinem Eingang in die Vatikanischen Museen befand sich das Bild in einem schlechten Zustand. Der dicke Firnis war vergilbt und verfälschte die Farben. Die unregelmäßigen Ränder der Teilstücke waren zusammengeklebt bzw. mit drei Schwalbenschwanzzinken zusammengeklammert worden. Es gibt eine Reihe von Retuschen, einige davon sollten offensichtlich die Schadstellen, die beim Zersägen der Tafel entstanden waren, verdecken.
1929 wurde das Bild gereinigt und einem Cradling (Stabilisierung mit einem Gitter aus Holzstäben) unterzogen, um die Tafel aus Walnuss zu festigen. In diesem Zusammenhang wurde eine im 19. Jahrhundert auf die Rückseite aufgeklebte Eichentafel entfernt.

## Ausstellungen
Das Bild ist nur selten in Ausstellungen außerhalb des Vatikans gezeigt worden. Eine frühe Ausnahme ist eine Benefiz-Ausstellung in Luzern zu Gunsten der Biblioteca Ambrosiana, die durch ein Bombardement während des Zweiten Weltkriegs schwer beschädigt worden war.
1983 bis 1984 wurde das Bild in den Vereinigten Staaten im Rahmen der Wanderausstellung „The Vatican Collections. The Papacy and Art“ in New York, Chicago und San Francisco gezeigt.
2019 wurde das Bild in der Sonderschau „Leonardo. Il San Girolamo dei Musei Vaticani“ im Braccio di Carlo Magno am Petersplatz für drei Monate ausgestellt. Ergänzt wird die Ausstellung durch ein Dokument aus dem Jahr 1513, das einen Aufenthalt Michelangelos im Bereich des Belvedere bestätigt.
Ab Februar 2020 wurde das Bild für die Leonardo-Retrospektive an den Louvre in Paris ausgeliehen.